# SPHERE 〜球宇宙〜
「SPHERE 〜球宇宙〜」（スフィア 〜たまうちゅう〜）は、 2020年7月1日に、OTOTOY / Vaijee Recordsから発売された小柳ゆき初のミニ・アルバム。

## 概要
- アルバム発売は、2015年のベスト・アルバム『The Best of Yuki Koyanagi 2015 Here For You 〜Universal Selection〜』より約5年ぶり。オリジナル・アルバム発売は、2007年『SUNRISE』以来、約13年ぶり。
- 小柳は2002年にYuki Koyanagi with Nathan Morris & Shawn Stockman of BOYZ II MEN名義で『intimacy』を発売しているが、純粋な単独名義でのミニ・アルバムは本作が初。
- CD2枚組のベスト付き限定盤[2]、DVD2枚同梱の初回限定盤[3]、ボーナス・トラック1曲追加の通常盤[4]、3形態で発売。

## コンセプト
本作では、宇宙をテーマに日常の中の身近にある世界を繋げた上で、「始まりがあって、終わりを迎える。そして、また、終わりから始まる」という、全てのものは繰り返されていくという壮大なコンセプトを『球』に例えて、その球の中で世界は無限に広がりを見せていくという様子を表しているのだという。「Prelude」を除く楽曲を全て小柳自身で作詞を担当しており、プロデューサーとして、「SPHERE -feat.デーモン閣下-」でもプロデューサーを勤めた松岡モトキを迎え、本作が製作された。
「ハジロホシ」は小柳による作詞・作曲であり、自身で作詞・作曲を手掛けた楽曲が収録されたのは、2007年の「Cpt．KIDD」以来となる。
通常盤のみのボーナストラックには、デビュー・シングルの「あなたのキスを数えましょう 〜You were mine〜」を新たにアレンジ、ボーカルを新録音し直した2020Ver.として収録され、ストリングスなどの生楽器でのトラックに拘り、20年の月日を経て、磨きが掛かった小柳のボーカルをより鮮やかなものに引き出させるようにアレンジが加えられたのだという。また、歌唱キーが原曲より2つ下がっている。

## 収録曲

### Disc.1
1. IT‘S SHOW TIME
作詞：小柳ゆき　作曲・編曲：Lantan
2. SPHERE -feat.デーモン閣下-
作詞：小柳ゆき　作曲：矢野まき・松岡モトキ　編曲：松岡モトキ・佐久間薫
2作目の配信限定シングル
3. Pluto
作詞：小柳ゆき　作曲・編曲：Lantan
4. サイドウェイ-並行世界-
作詞：小柳ゆき　作曲・編曲：HIROMI
5. Prelude
作詞：松井五郎　作曲・編曲：中崎英也
1作目の配信限定シングル
6. クオンタムメカニクス
作詞：小柳ゆき　作曲：矢野まき　編曲：松岡モトキ
7. ハジロホシ
作詞・作曲：小柳ゆき
8. あなたのキスを数えましょう 〜You were mine〜 2020Ver.
作詞：高柳恋　作曲：中崎英也　編曲：金子隆博
1stシングルのアレンジ
通常盤のみのボーナス・トラック

### Disc.2 （ベスト付き盤限定のみ）
1. あなたのキスを数えましょう 〜You were mine〜
1stシングル
2. 愛情
4thシングル
3. be alive
5thシングル
4. DEEP DEEP
8thシングル
5. my all..
9thシングル
6. remain〜心の鍵
10thシングル
7. Cross Colors
14thシングルのカップリング
8. I Don‘t Want To Think About It
ミニ・アルバム『intimacy』収録曲
9. Fair Wind
19thシングル
10. HOT STUFF
ドナ・サマーのカバーおよび、カバー・アルバム『KOYANAGI the DISCO』収録曲
11. CAN‘T GIVE YOU ANYTHING(But My Love)
THE STYLISTICSのカバーおよび、カバー・アルバム『KOYANAGI the DISCO』収録曲
12. 会いたい
沢田知可子のカバーおよび、15thシングル

### DVD （初回限定盤のみ）

#### Disc.1
1. be alive
2. WON'T BE LONG
3. Soul Man
4. remain〜心の鍵
5. The GoNies'R'Good Enough
6. A STORY OF THE AGES -神話溶融-
7. 修羅と極楽
8. 愛情
9. Prelude
10. we can go anywhere
11. AOZORA

#### Disc.2
1. RASPBERRY DREAM
2. 人魚
3. フレンズ
4. 夏が来る
5. Because, You...
6. ら・ら・ら
7. 熱くなれ
8. Johnny B.Goode
9. あなたのキスを数えましょう 〜You were mine〜